# Speocropia trichroma
Speocropia trichroma là một loài bướm đêm trong họ Noctuidae.